# Futon (musikgrupp)
Futon är en indiegrupp från Bangkok i Thailand. Deras debutalbum, Never mind the Botox, släpptes 2003 och gjorde så att de fick spelningar i London, och vidare ut i världen.

## Bandmedlemmar
Bandets nuvarande medlemmar består av:
- Gene Futon
- Bee Futon
- Simon Futon
- Oh Futon